# Église Saint-Sabas de Kýthnos
L'église Saint-Sabas ou Hagios Savvas (en grec moderne : Άγιος Σάββας) est une église orthodoxe chrétienne et un monument historique à Chóra de Kýthnos dans les Cyclades.

## Situation et description
L'église, dédiée à saint Sabas, est située à Chóra,. Sa construction remonte à 1613. Elle a été construite aux frais d'Antonios Gozzadinos et porte sur la façade extérieure une inscription avec les armoiries de la famille vénitienne des Gozzadini, dont le fondateur était un descendant,,. Il s'agit d'une église voûtée à une seule travée, avec un autel en bois sculpté bien conservé datant d'environ 1640, qui semble avoir été réalisé spécialement pour cette église,.
L'église de Saint-Sabas est classée monument historique de la période byzantine/post-byzantine depuis 1987. Elle est célébrée le 5 décembre.